# RESIGN
《RESIGN》是由日本成人遊戲公司SherbetSoft（シャーベットソフト）在2010年7月23日發售的戀愛冒險類型的18禁同人遊戲。2013年預告製作重製版《RESIGN OVERRIDE》（リザイン OVERRIDE）。

## 故事
草薙要過去原本是九龍集團的繼承者，因為某事故而被趕出九龍市並送入孤兒院過著辛苦的童年生活。在這段期間得知雙親不明原因而相繼死去後，認為是這一切全是九龍集團所造成而發誓要向九龍復仇。後來被草薙凱收養後學到能催眠女性的能力RESIGN（リザイン）。十年之後，要潛入九龍市的九龍學園準備展開復仇計畫。

## 角色介紹

### 主要角色
草薙要
本作的男主角。九龍學園的二年D組學生，學生會的副會長。
橘麻里奈（CV：逢川奈々）
九龍學園的三年級學生，前任學生會的會長，劍道部的主將。以前原本是要的未婚妻和青梅竹馬，現在則是明貴的未婚妻。
月代さくら（CV：ヒマリ）
九龍學園的一年級學生，學生會的書記，擔任九龍家的女僕。以前是要的青梅竹馬。
古泉柚希（CV：このえゆずこ）
九龍學園的二年D組學生，新聞部的成員。過去和要一起在孤兒院辛苦生活，因此憎恨九龍。為了協助要的復仇計畫而先行潛入九龍學園並為了獲得情報而進入新聞部。
サラ・サリンジャー（CV：クボタハルカ）
九龍學園的二年D組的美國留學生。

### 其他角色
松壽さゆり（CV：篠原ゆみ）
九龍學園的三年級學生，學生會的會計。
星野繪鈴（CV：弐織恋）
九龍學園的一年級學生，學生會的成員。さくら的同學和朋友。
澤城くるる（CV：つゆりよつば）
九龍學園的一年級學生。
橘静香（CV：紫苑みやび）
九龍學園的理事長，麻里奈的姊姊。實際上是原三的情婦，也因此才有現在的職位。
黑澤夏美（CV：野々村紗夜）
九龍學園二年D組的班級老師和體育老師，游泳部的顧問。
九頭龍原三
九龍集團的總裁。
九頭龍明貴
九龍學園的二年級學生，學生會的會長。原三的孫子，和要是表兄弟的親屬關係，現任的九龍集團繼承者。
草薙凱
要和柚希的養父，授予要的RESIGN能力，在九龍市外提供協助。

## 工作人員
- 人物設定・原畫：熊虎たつみ[7]
- 劇本：阿羅本景、本条靖竹
- 音樂：yan、def
- 背景：宮原弘明
- 影片製作：RMG
- 監督：雪白井摩

## 相關商品
- RESIGN VISUAL FAN BOOK[8]

發售日：2010年12月31日
- RESIGN O.S.T[9]

發售日：2010年8月11日　發行：SherbetSoft
曲目列表
1. リザインのテーマ
2. Loaded Memory
3. 逆転！
4. 華やかなる九竜学園生徒会
5. 要のテーマ
6. 麻里奈のテーマ
7. ナイン・ドラゴン・アカデメイア
8. さくらのテーマ
9. 子猫の悪戯
10. カフェ・マルグリット
11. リザイン発動
12. フルムーンナイト
13. 九竜FESTA!
14. 勝利のマジックネーム
15. クイーン・オブ・コメディ
16. ミステリックワード
17. 混乱の王子
18. 竜の食べ物・恐怖と不安
19. ショッキング・エフェクト
20. Make Me Love You
21. Little Memory
22. 決意
23. 九頭竜王朝
24. 心に触れて
25. Golden Lovers
26. エンド・オブ・リザイン

## 外部連結
- 官方網站（页面存档备份，存于）（日語）
- リザイン OVERRIDE（页面存档备份，存于）（日語）